# Dwars door Vlaanderen 2024
Dwars door Vlaanderen 2024 var den 78:e upplagan av det belgiska cykelloppet Dwars door Vlaanderen. Tävlingen avgjordes den 27 mars 2024 med start i Roeselare och målgång i Waregem. Loppet var en del av UCI World Tour 2024 och vanns av amerikanske Matteo Jorgenson från cykelstallet Team Visma–Lease a Bike.

## Deltagande lag
| WorldTeams (18)- Alpecin-Deceuninck - Arkéa-B&B Hotels - Astana Qazaqstan Team - Bahrain Victorious - Bora-Hansgrohe - Cofidis - Decathlon-AG2R La Mondiale - EF Education-EasyPost - Groupama-FDJ - Ineos Grenadiers - Intermarché-Wanty - Lidl-Trek - Movistar Team - Soudal Quick-Step - Team dsm-firmenich PostNL - Team Jayco AlUla - Team Visma \| Lease a Bike - UAE Team Emirates ProTeams (7)- Bingoal WB - Israel-Premier Tech - Lotto Dstny - Q36.5 Pro Cycling Team - Team Flanders-Baloise - TotalEnergies - Uno-X Mobility |
| |

## Resultat
| \| Totaltävlingen \| Totaltävlingen \| Totaltävlingen \| Totaltävlingen \| Totaltävlingen \| \| Cyklist \| Cyklist \| Lag \| Tid \| \| \| -------------- \| ----------------- \| -------------------------- \| -------------- \| -------------- \| \| 1. \| Matteo Jorgenson \| Team Visma \\| Lease a Bike \| 4t 07' 44" \| \| \| 2. \| Jonas Abrahamsen \| Uno-X Mobility \| + 29" \| \| \| 3. \| Stefan Küng \| Groupama-FDJ \| + 29" \| \| \| 4. \| Tiesj Benoot \| Team Visma \\| Lease a Bike \| + 29" \| \| \| 5. \| Dries De Bondt \| Decathlon-AG2R La Mondiale \| + 29" \| \| \| 6. \| Josh Tarling \| Ineos Grenadiers \| + 44" \| \| \| 7. \| Jonathan Milan \| Lidl-Trek \| + 1' 47" \| \| \| 8. \| Michael Valgren \| EF Education-EasyPost \| + 1' 47" \| \| \| 9. \| Mathias Norsgaard \| Movistar Team \| + 1' 47" \| \| \| 10. \| Thomas Gachignard \| TotalEnergies \| + 1' 47" \| \| \| 11. \| Pierre Gautherat \| Decathlon-AG2R La Mondiale \| + 2' 07" \| \| \| 12. \| Nils Politt \| UAE Team Emirates \| + 2' 07" \| \| \| 13. \| Valentin Madouas \| Groupama-FDJ \| + 2' 07" \| \| \| 14. \| Danny van Poppel \| Bora-Hansgrohe \| + 2' 07" \| \| \| 15. \| Jasper Philipsen \| Alpecin-Deceuninck \| + 2' 07" \| \| \| 16. \| Ben Turner \| Ineos Grenadiers \| + 2' 07" \| \| \| 17. \| Michael Matthews \| Team Jayco AlUla \| + 2' 07" \| \| \| 18. \| Luca Mozzato \| Arkéa-B&B Hotels \| + 2' 07" \| \| \| 19. \| Mike Teunissen \| Intermarché-Wanty \| + 2' 07" \| \| \| 20. \| John Degenkolb \| Team dsm-firmenich PostNL \| + 2' 07" \| \| |                   |                            |            |
| |                   |                            |            |
| Källa: ProCyclingStats |                   |                            |            |
| Totaltävlingen |                   |                            |            |
| Cyklist | Cyklist           | Lag                        | Tid        |
| 1. | Matteo Jorgenson  | Team Visma \| Lease a Bike | 4t 07' 44" |
| 2. | Jonas Abrahamsen  | Uno-X Mobility             | + 29"      |
| 3. | Stefan Küng       | Groupama-FDJ               | + 29"      |
| 4. | Tiesj Benoot      | Team Visma \| Lease a Bike | + 29"      |
| 5. | Dries De Bondt    | Decathlon-AG2R La Mondiale | + 29"      |
| 6. | Josh Tarling      | Ineos Grenadiers           | + 44"      |
| 7. | Jonathan Milan    | Lidl-Trek                  | + 1' 47"   |
| 8. | Michael Valgren   | EF Education-EasyPost      | + 1' 47"   |
| 9. | Mathias Norsgaard | Movistar Team              | + 1' 47"   |
| 10. | Thomas Gachignard | TotalEnergies              | + 1' 47"   |
| 11. | Pierre Gautherat  | Decathlon-AG2R La Mondiale | + 2' 07"   |
| 12. | Nils Politt       | UAE Team Emirates          | + 2' 07"   |
| 13. | Valentin Madouas  | Groupama-FDJ               | + 2' 07"   |
| 14. | Danny van Poppel  | Bora-Hansgrohe             | + 2' 07"   |
| 15. | Jasper Philipsen  | Alpecin-Deceuninck         | + 2' 07"   |
| 16. | Ben Turner        | Ineos Grenadiers           | + 2' 07"   |
| 17. | Michael Matthews  | Team Jayco AlUla           | + 2' 07"   |
| 18. | Luca Mozzato      | Arkéa-B&B Hotels           | + 2' 07"   |
| 19. | Mike Teunissen    | Intermarché-Wanty          | + 2' 07"   |
| 20. | John Degenkolb    | Team dsm-firmenich PostNL  | + 2' 07"   |

## Startlista
| Team Visma \| Lease a Bike TVL | Team Visma \| Lease a Bike TVL | Team Visma \| Lease a Bike TVL |
| ------------------------------ | ------------------------------ | ------------------------------ |
| #                              | Cyklist                        | Placering                      |
| 1                              | Wout van Aert (BEL)            | DNF                            |
| 2                              | Tim van Dijke (NED)            | 118.                           |
| 3                              | Tiesj Benoot (BEL)             | 4.                             |
| 4                              | Matteo Jorgenson (USA)         | 1.                             |
| 5                              | Jan Tratnik (SLO)              | DNF                            |
| 6                              | Mick van Dijke (NED)           | 38.                            |
| 7                              | Julien Vermote (BEL)           | 114.                           |

| Lidl-Trek LTK | Lidl-Trek LTK                | Lidl-Trek LTK |
| ------------- | ---------------------------- | ------------- |
| #             | Cyklist                      | Placering     |
| 11            | Mads Pedersen (DEN)          | DNF           |
| 12            | Jasper Stuyven (BEL)         | DNF           |
| 13            | Tim Declercq (BEL)           | 81.           |
| 14            | Jonathan Milan (ITA)         | 7.            |
| 15            | Toms Skujiņš (LAT)           | 28.           |
| 16            | Edward Theuns (BEL)          | 94.           |
| 17            | Alex Kirsch (LUX) (landsväg) | DNF           |

| Alpecin-Deceuninck ADC | Alpecin-Deceuninck ADC     | Alpecin-Deceuninck ADC |
| ---------------------- | -------------------------- | ---------------------- |
| #                      | Cyklist                    | Placering              |
| 21                     | Jasper Philipsen (BEL)     | 15.                    |
| 22                     | Maurice Ballerstedt (GER)  | 89.                    |
| 23                     | Robbe Ghys (BEL)           | DNF                    |
| 24                     | Søren Kragh Andersen (DEN) | 74.                    |
| 25                     | Senne Leysen (BEL)         | DNF                    |
| 26                     | Stan Van Tricht (BEL)      | 59.                    |
| 27                     | Gianni Vermeersch (BEL)    | DNF                    |

| UAE Team Emirates UAD | UAE Team Emirates UAD         | UAE Team Emirates UAD |
| --------------------- | ----------------------------- | --------------------- |
| #                     | Cyklist                       | Placering             |
| 31                    | Tim Wellens (BEL)             | 57.                   |
| 32                    | Marc Hirschi (SUI) (landsväg) | 32.                   |
| 33                    | Álvaro Hodeg (COL)            | DNF                   |
| 34                    | Alessandro Covi (ITA)         | 66.                   |
| 35                    | Mikkel Bjerg (DEN)            | 36.                   |
| 36                    | Nils Politt (GER)             | 12.                   |
| 37                    | Vegard Stake Laengen (NOR)    | 93.                   |

| Groupama-FDJ GFC | Groupama-FDJ GFC                  | Groupama-FDJ GFC |
| ---------------- | --------------------------------- | ---------------- |
| #                | Cyklist                           | Placering        |
| 41               | Stefan Küng (SUI)                 | 3.               |
| 42               | Valentin Madouas (FRA) (landsväg) | 13.              |
| 43               | Lewis Askey (GBR)                 | 61.              |
| 44               | Olivier Le Gac (FRA)              | DSQ              |
| 45               | Fabian Lienhard (SUI)             | 116.             |
| 46               | Laurence Pithie (NZL)             | DNF              |
| 47               | Samuel Watson (GBR)               | 40.              |

| Soudal Quick-Step SOQ | Soudal Quick-Step SOQ    | Soudal Quick-Step SOQ |
| --------------------- | ------------------------ | --------------------- |
| #                     | Cyklist                  | Placering             |
| 51                    | Julian Alaphilippe (FRA) | 26.                   |
| 52                    | Yves Lampaert (BEL)      | 131.                  |
| 53                    | Paul Magnier (FRA)       | 39.                   |
| 54                    | Gianni Moscon (ITA)      | 135.                  |
| 55                    | Casper Pedersen (DEN)    | 33.                   |
| 56                    | Pepijn Reinderink (NED)  | DNF                   |
| 57                    | Warre Vangheluwe (BEL)   | 112.                  |

| Intermarché-Wanty IWA | Intermarché-Wanty IWA                | Intermarché-Wanty IWA |
| --------------------- | ------------------------------------ | --------------------- |
| #                     | Cyklist                              | Placering             |
| 61                    | Biniam Girmay (ERI)                  | DNF                   |
| 62                    | Mike Teunissen (NED)                 | 19.                   |
| 63                    | Madis Mihkels (EST)                  | 48.                   |
| 64                    | Laurenz Rex (BEL)                    | DNF                   |
| 65                    | Dries De Pooter (BEL)                | 30.                   |
| 66                    | Adrien Petit (FRA)                   | 85.                   |
| 67                    | Roel Daan van Sintmaartensdijk (NED) | 113.                  |

| EF Education-EasyPost EFE | EF Education-EasyPost EFE | EF Education-EasyPost EFE |
| ------------------------- | ------------------------- | ------------------------- |
| #                         | Cyklist                   | Placering                 |
| 71                        | Alberto Bettiol (ITA)     | 72.                       |
| 72                        | Stefan Bissegger (SUI)    | 134.                      |
| 73                        | Jonas Rutsch (GER)        | 106.                      |
| 74                        | Harry Sweeny (AUS)        | DNF                       |
| 75                        | Yuhi Todome (JPN)         | 92.                       |
| 76                        | Jack Rootkin-Gray (GBR)   | 123.                      |
| 77                        | Michael Valgren (DEN)     | 8.                        |

| Ineos Grenadiers IGD | Ineos Grenadiers IGD   | Ineos Grenadiers IGD |
| -------------------- | ---------------------- | -------------------- |
| #                    | Cyklist                | Placering            |
| 81                   | Cameron Wurf (AUS)     | DNF                  |
| 82                   | Elia Viviani (ITA)     | 120.                 |
| 83                   | Josh Tarling (GBR)     | 6.                   |
| 84                   | Magnus Sheffield (USA) | 119.                 |
| 85                   | Ben Swift (GBR)        | 124.                 |
| 86                   | Connor Swift (GBR)     | 58.                  |
| 87                   | Ben Turner (GBR)       | 16.                  |

| Movistar Team MOV | Movistar Team MOV             | Movistar Team MOV |
| ----------------- | ----------------------------- | ----------------- |
| #                 | Cyklist                       | Placering         |
| 91                | Oier Lazkano (ESP) (landsväg) | 47.               |
| 92                | Albert Torres Barceló (ESP)   | 88.               |
| 93                | Rémi Cavagna (FRA)            | 69.               |
| 94                | Carlos Canal (ESP)            | 54.               |
| 95                | Manlio Moro (ITA)             | DNF               |
| 96                | Mathias Norsgaard (DEN)       | 9.                |
| 97                | Johan Jacobs (SUI)            | 132.              |

| Arkéa-B&B Hotels ARK | Arkéa-B&B Hotels ARK   | Arkéa-B&B Hotels ARK |
| -------------------- | ---------------------- | -------------------- |
| #                    | Cyklist                | Placering            |
| 101                  | Arnaud Démare (FRA)    | DNS                  |
| 102                  | Amaury Capiot (BEL)    | DNF                  |
| 103                  | David Dekker (NED)     | 109.                 |
| 104                  | Donavan Grondin (FRA)  | 130.                 |
| 105                  | Florian Sénéchal (FRA) | 129.                 |
| 106                  | Daniel McLay (GBR)     | 84.                  |
| 107                  | Luca Mozzato (ITA)     | 18.                  |

| Cofidis COF | Cofidis COF                | Cofidis COF |
| ----------- | -------------------------- | ----------- |
| #           | Cyklist                    | Placering   |
| 111         | Ludovic Robeet (BEL)       | DNF         |
| 112         | Piet Allegaert (BEL)       | 49.         |
| 113         | Aimé De Gendt (BEL)        | 70.         |
| 114         | Nicolas Debeaumarché (FRA) | DNF         |
| 115         | Milan Fretin (BEL)         | DNF         |
| 116         | Alexis Renard (FRA)        | 103.        |
| 117         | Ludovic Robeet (BEL)       | DNF         |

| Decathlon-AG2R La Mondiale DAT | Decathlon-AG2R La Mondiale DAT | Decathlon-AG2R La Mondiale DAT |
| ------------------------------ | ------------------------------ | ------------------------------ |
| #                              | Cyklist                        | Placering                      |
| 121                            | Oliver Naesen (BEL)            | 63.                            |
| 122                            | Edvald Boasson Hagen (NOR)     | 110.                           |
| 123                            | Dries De Bondt (BEL)           | 5.                             |
| 124                            | Sander De Pestel (BEL)         | 55.                            |
| 125                            | Pierre Gautherat (FRA)         | 11.                            |
| 126                            | Gianluca Pollefliet (BEL)      | 96.                            |
| 127                            | Damien Touzé (FRA)             | 27.                            |

| Bora-Hansgrohe BOH | Bora-Hansgrohe BOH     | Bora-Hansgrohe BOH |
| ------------------ | ---------------------- | ------------------ |
| #                  | Cyklist                | Placering          |
| 131                | Marco Haller (AUT)     | 76.                |
| 132                | Luis-Joe Lührs (GER)   | 105.               |
| 133                | Emil Herzog (GER)      | 65.                |
| 134                | Ryan Mullen (IRL)      | 62.                |
| 135                | Filip Maciejuk (POL)   | 73.                |
| 136                | Jordi Meeus (BEL)      | 45.                |
| 137                | Danny van Poppel (NED) | 14.                |

| Bahrain Victorious TBV | Bahrain Victorious TBV       | Bahrain Victorious TBV |
| ---------------------- | ---------------------------- | ---------------------- |
| #                      | Cyklist                      | Placering              |
| 141                    | Andrea Pasqualon (ITA)       | DNF                    |
| 142                    | Alberto Bruttomesso (ITA)    | 102.                   |
| 143                    | Fran Miholjević (CRO)        | 128.                   |
| 144                    | Matevž Govekar (SLO)         | 67.                    |
| 145                    | Dušan Rajović (SRB)          | 44.                    |
| 146                    | Fred Wright (GBR) (landsväg) | 22.                    |
| 147                    | Łukasz Wiśniowski (POL)      | 117.                   |

| Team dsm-firmenich PostNL DFP | Team dsm-firmenich PostNL DFP | Team dsm-firmenich PostNL DFP |
| ----------------------------- | ----------------------------- | ----------------------------- |
| #                             | Cyklist                       | Placering                     |
| 151                           | John Degenkolb (GER)          | 20.                           |
| 152                           | Pavel Bittner (CZE)           | 53.                           |
| 153                           | Patrick Eddy (AUS)            | DNF                           |
| 154                           | Nils Eekhoff (NED)            | DNF                           |
| 155                           | Niklas Märkl (GER)            | 126.                          |
| 156                           | Casper van Uden (NED)         | 35.                           |
| 157                           | Bram Welten (NED)             | 133.                          |

| Team Jayco AlUla JAY | Team Jayco AlUla JAY        | Team Jayco AlUla JAY |
| -------------------- | --------------------------- | -------------------- |
| #                    | Cyklist                     | Placering            |
| 161                  | Michael Matthews (AUS)      | 17.                  |
| 162                  | Luke Durbridge (AUS)        | 60.                  |
| 163                  | Amund Grøndahl Jansen (NOR) | 75.                  |
| 164                  | Luka Mezgec (SLO)           | 43.                  |
| 165                  | Kelland O'Brien (AUS)       | 90.                  |
| 166                  | Elmar Reinders (NED)        | DNF                  |
| 167                  | Max Walscheid (GER)         | 87.                  |

| Astana Qazaqstan Team AST | Astana Qazaqstan Team AST | Astana Qazaqstan Team AST |
| ------------------------- | ------------------------- | ------------------------- |
| #                         | Cyklist                   | Placering                 |
| 171                       | Cees Bol (NED)            | 41.                       |
| 172                       | Gleb Brussenskiy (KAZ)    | DNF                       |
| 173                       | Michele Gazzoli (ITA)     | DNF                       |
| 174                       | Yevgeniy Gidich (KAZ)     | 125.                      |
| 175                       | Dmitriy Gruzdev (KAZ)     | DNF                       |
| 176                       | Rüdiger Selig (GER)       | 127.                      |
| 177                       | Gleb Siritsa              | DNF                       |

| Lotto Dstny LTD | Lotto Dstny LTD          | Lotto Dstny LTD |
| --------------- | ------------------------ | --------------- |
| #               | Cyklist                  | Placering       |
| 181             | Jenno Berckmoes (BEL)    | 23.             |
| 182             | Cedric Beullens (BEL)    | DNF             |
| 183             | Victor Campenaerts (BEL) | 34.             |
| 184             | Sébastien Grignard (BEL) | 68.             |
| 185             | Pascal Eenkhoorn (NED)   | 31.             |
| 186             | Alec Segaert (BEL)       | 37.             |
| 187             | Brent Van Moer (BEL)     | DNF             |

| Israel-Premier Tech IPT | Israel-Premier Tech IPT | Israel-Premier Tech IPT |
| ----------------------- | ----------------------- | ----------------------- |
| #                       | Cyklist                 | Placering               |
| 191                     | Jakob Fuglsang (DEN)    | 71.                     |
| 192                     | Krists Neilands (LAT)   | 29.                     |
| 193                     | Guillaume Boivin (CAN)  | 52.                     |
| 194                     | Riley Sheehan (USA)     | 25.                     |
| 195                     | Riley Pickrell (CAN)    | 83.                     |
| 196                     | Corbin Strong (NZL)     | 51.                     |
| 197                     | Ethan Vernon (GBR)      | 46.                     |

| Uno-X Mobility UXM | Uno-X Mobility UXM          | Uno-X Mobility UXM |
| ------------------ | --------------------------- | ------------------ |
| #                  | Cyklist                     | Placering          |
| 201                | Alexander Kristoff (NOR)    | 77.                |
| 202                | Jonas Abrahamsen (NOR)      | 2.                 |
| 203                | Louis Bendixen (DEN)        | 82.                |
| 204                | Tord Gudmestad (NOR)        | DNF                |
| 205                | Erik Nordsæter Resell (NOR) | 79.                |
| 206                | Rasmus Fossum Tiller (NOR)  | 50.                |
| 207                | Rasmus Bøgh Wallin (DEN)    | 91.                |

| Q36.5 Pro Cycling Team Q36 | Q36.5 Pro Cycling Team Q36 | Q36.5 Pro Cycling Team Q36 |
| -------------------------- | -------------------------- | -------------------------- |
| #                          | Cyklist                    | Placering                  |
| 211                        | Jannik Steimle (GER)       | 42.                        |
| 212                        | Tom Devriendt (BEL)        | DNF                        |
| 213                        | Tobias Ludvigsson (SWE)    | 80.                        |
| 214                        | Cyrus Monk (AUS)           | 122.                       |
| 215                        | Szymon Sajnok (POL)        | 115.                       |
| 216                        | Fabio Christen (SUI)       | 78.                        |
| 217                        | Kamil Małecki (POL)        | 64.                        |

| TotalEnergies TEN | TotalEnergies TEN       | TotalEnergies TEN |
| ----------------- | ----------------------- | ----------------- |
| #                 | Cyklist                 | Placering         |
| 221               | Anthony Turgis (FRA)    | DNF               |
| 222               | Lucas Boniface (FRA)    | DNF               |
| 223               | Sandy Dujardin (FRA)    | 21.               |
| 224               | Émilien Jeannière (FRA) | DNF               |
| 225               | Thomas Gachignard (FRA) | 10.               |
| 226               | Lorrenzo Manzin (FRA)   | DNF               |
| 227               | Dries Van Gestel (BEL)  | 24.               |

| Bingoal WB BWB | Bingoal WB BWB            | Bingoal WB BWB |
| -------------- | ------------------------- | -------------- |
| #              | Cyklist                   | Placering      |
| 231            | Luca De Meester (BEL)     | 97.            |
| 232            | Ceriel Desal (BEL)        | 107.           |
| 233            | Aaron Van Der Beken (BEL) | 99.            |
| 234            | Floris De Tier (BEL)      | 108.           |
| 235            | Luca Van Boven (BEL)      | 56.            |
| 236            | Kenneth Van Rooy (BEL)    | 95.            |
| 237            | Jelle Vermoote (BEL)      | 100.           |

| Team Flanders-Baloise TFB | Team Flanders-Baloise TFB | Team Flanders-Baloise TFB |
| ------------------------- | ------------------------- | ------------------------- |
| #                         | Cyklist                   | Placering                 |
| 241                       | Kamiel Bonneu (BEL)       | DNF                       |
| 242                       | Lars Craps (BEL)          | 104.                      |
| 243                       | Jules Hesters (BEL)       | 98.                       |
| 244                       | Siebe Deweirdt (BEL)      | 121.                      |
| 245                       | Yentl Vandevelde (BEL)    | 111.                      |
| 246                       | Dylan Vandenstorme (BEL)  | 101.                      |
| 247                       | Victor Vercouillie (BEL)  | 86.                       |

| Team Visma \| Lease a Bike TVL | Team Visma \| Lease a Bike TVL | Team Visma \| Lease a Bike TVL |
| ------------------------------ | ------------------------------ | ------------------------------ |
| #                              | Cyklist                        | Placering                      |
| 1                              | Wout van Aert (BEL)            | DNF                            |
| 2                              | Tim van Dijke (NED)            | 118.                           |
| 3                              | Tiesj Benoot (BEL)             | 4.                             |
| 4                              | Matteo Jorgenson (USA)         | 1.                             |
| 5                              | Jan Tratnik (SLO)              | DNF                            |
| 6                              | Mick van Dijke (NED)           | 38.                            |
| 7                              | Julien Vermote (BEL)           | 114.                           |

| Lidl-Trek LTK | Lidl-Trek LTK                | Lidl-Trek LTK |
| ------------- | ---------------------------- | ------------- |
| #             | Cyklist                      | Placering     |
| 11            | Mads Pedersen (DEN)          | DNF           |
| 12            | Jasper Stuyven (BEL)         | DNF           |
| 13            | Tim Declercq (BEL)           | 81.           |
| 14            | Jonathan Milan (ITA)         | 7.            |
| 15            | Toms Skujiņš (LAT)           | 28.           |
| 16            | Edward Theuns (BEL)          | 94.           |
| 17            | Alex Kirsch (LUX) (landsväg) | DNF           |

| Alpecin-Deceuninck ADC | Alpecin-Deceuninck ADC     | Alpecin-Deceuninck ADC |
| ---------------------- | -------------------------- | ---------------------- |
| #                      | Cyklist                    | Placering              |
| 21                     | Jasper Philipsen (BEL)     | 15.                    |
| 22                     | Maurice Ballerstedt (GER)  | 89.                    |
| 23                     | Robbe Ghys (BEL)           | DNF                    |
| 24                     | Søren Kragh Andersen (DEN) | 74.                    |
| 25                     | Senne Leysen (BEL)         | DNF                    |
| 26                     | Stan Van Tricht (BEL)      | 59.                    |
| 27                     | Gianni Vermeersch (BEL)    | DNF                    |

| UAE Team Emirates UAD | UAE Team Emirates UAD         | UAE Team Emirates UAD |
| --------------------- | ----------------------------- | --------------------- |
| #                     | Cyklist                       | Placering             |
| 31                    | Tim Wellens (BEL)             | 57.                   |
| 32                    | Marc Hirschi (SUI) (landsväg) | 32.                   |
| 33                    | Álvaro Hodeg (COL)            | DNF                   |
| 34                    | Alessandro Covi (ITA)         | 66.                   |
| 35                    | Mikkel Bjerg (DEN)            | 36.                   |
| 36                    | Nils Politt (GER)             | 12.                   |
| 37                    | Vegard Stake Laengen (NOR)    | 93.                   |

| Groupama-FDJ GFC | Groupama-FDJ GFC                  | Groupama-FDJ GFC |
| ---------------- | --------------------------------- | ---------------- |
| #                | Cyklist                           | Placering        |
| 41               | Stefan Küng (SUI)                 | 3.               |
| 42               | Valentin Madouas (FRA) (landsväg) | 13.              |
| 43               | Lewis Askey (GBR)                 | 61.              |
| 44               | Olivier Le Gac (FRA)              | DSQ              |
| 45               | Fabian Lienhard (SUI)             | 116.             |
| 46               | Laurence Pithie (NZL)             | DNF              |
| 47               | Samuel Watson (GBR)               | 40.              |

| Soudal Quick-Step SOQ | Soudal Quick-Step SOQ    | Soudal Quick-Step SOQ |
| --------------------- | ------------------------ | --------------------- |
| #                     | Cyklist                  | Placering             |
| 51                    | Julian Alaphilippe (FRA) | 26.                   |
| 52                    | Yves Lampaert (BEL)      | 131.                  |
| 53                    | Paul Magnier (FRA)       | 39.                   |
| 54                    | Gianni Moscon (ITA)      | 135.                  |
| 55                    | Casper Pedersen (DEN)    | 33.                   |
| 56                    | Pepijn Reinderink (NED)  | DNF                   |
| 57                    | Warre Vangheluwe (BEL)   | 112.                  |

| Intermarché-Wanty IWA | Intermarché-Wanty IWA                | Intermarché-Wanty IWA |
| --------------------- | ------------------------------------ | --------------------- |
| #                     | Cyklist                              | Placering             |
| 61                    | Biniam Girmay (ERI)                  | DNF                   |
| 62                    | Mike Teunissen (NED)                 | 19.                   |
| 63                    | Madis Mihkels (EST)                  | 48.                   |
| 64                    | Laurenz Rex (BEL)                    | DNF                   |
| 65                    | Dries De Pooter (BEL)                | 30.                   |
| 66                    | Adrien Petit (FRA)                   | 85.                   |
| 67                    | Roel Daan van Sintmaartensdijk (NED) | 113.                  |

| EF Education-EasyPost EFE | EF Education-EasyPost EFE | EF Education-EasyPost EFE |
| ------------------------- | ------------------------- | ------------------------- |
| #                         | Cyklist                   | Placering                 |
| 71                        | Alberto Bettiol (ITA)     | 72.                       |
| 72                        | Stefan Bissegger (SUI)    | 134.                      |
| 73                        | Jonas Rutsch (GER)        | 106.                      |
| 74                        | Harry Sweeny (AUS)        | DNF                       |
| 75                        | Yuhi Todome (JPN)         | 92.                       |
| 76                        | Jack Rootkin-Gray (GBR)   | 123.                      |
| 77                        | Michael Valgren (DEN)     | 8.                        |

| Ineos Grenadiers IGD | Ineos Grenadiers IGD   | Ineos Grenadiers IGD |
| -------------------- | ---------------------- | -------------------- |
| #                    | Cyklist                | Placering            |
| 81                   | Cameron Wurf (AUS)     | DNF                  |
| 82                   | Elia Viviani (ITA)     | 120.                 |
| 83                   | Josh Tarling (GBR)     | 6.                   |
| 84                   | Magnus Sheffield (USA) | 119.                 |
| 85                   | Ben Swift (GBR)        | 124.                 |
| 86                   | Connor Swift (GBR)     | 58.                  |
| 87                   | Ben Turner (GBR)       | 16.                  |

| Movistar Team MOV | Movistar Team MOV             | Movistar Team MOV |
| ----------------- | ----------------------------- | ----------------- |
| #                 | Cyklist                       | Placering         |
| 91                | Oier Lazkano (ESP) (landsväg) | 47.               |
| 92                | Albert Torres Barceló (ESP)   | 88.               |
| 93                | Rémi Cavagna (FRA)            | 69.               |
| 94                | Carlos Canal (ESP)            | 54.               |
| 95                | Manlio Moro (ITA)             | DNF               |
| 96                | Mathias Norsgaard (DEN)       | 9.                |
| 97                | Johan Jacobs (SUI)            | 132.              |

| Arkéa-B&B Hotels ARK | Arkéa-B&B Hotels ARK   | Arkéa-B&B Hotels ARK |
| -------------------- | ---------------------- | -------------------- |
| #                    | Cyklist                | Placering            |
| 101                  | Arnaud Démare (FRA)    | DNS                  |
| 102                  | Amaury Capiot (BEL)    | DNF                  |
| 103                  | David Dekker (NED)     | 109.                 |
| 104                  | Donavan Grondin (FRA)  | 130.                 |
| 105                  | Florian Sénéchal (FRA) | 129.                 |
| 106                  | Daniel McLay (GBR)     | 84.                  |
| 107                  | Luca Mozzato (ITA)     | 18.                  |

| Cofidis COF | Cofidis COF                | Cofidis COF |
| ----------- | -------------------------- | ----------- |
| #           | Cyklist                    | Placering   |
| 111         | Ludovic Robeet (BEL)       | DNF         |
| 112         | Piet Allegaert (BEL)       | 49.         |
| 113         | Aimé De Gendt (BEL)        | 70.         |
| 114         | Nicolas Debeaumarché (FRA) | DNF         |
| 115         | Milan Fretin (BEL)         | DNF         |
| 116         | Alexis Renard (FRA)        | 103.        |
| 117         | Ludovic Robeet (BEL)       | DNF         |

| Decathlon-AG2R La Mondiale DAT | Decathlon-AG2R La Mondiale DAT | Decathlon-AG2R La Mondiale DAT |
| ------------------------------ | ------------------------------ | ------------------------------ |
| #                              | Cyklist                        | Placering                      |
| 121                            | Oliver Naesen (BEL)            | 63.                            |
| 122                            | Edvald Boasson Hagen (NOR)     | 110.                           |
| 123                            | Dries De Bondt (BEL)           | 5.                             |
| 124                            | Sander De Pestel (BEL)         | 55.                            |
| 125                            | Pierre Gautherat (FRA)         | 11.                            |
| 126                            | Gianluca Pollefliet (BEL)      | 96.                            |
| 127                            | Damien Touzé (FRA)             | 27.                            |

| Bora-Hansgrohe BOH | Bora-Hansgrohe BOH     | Bora-Hansgrohe BOH |
| ------------------ | ---------------------- | ------------------ |
| #                  | Cyklist                | Placering          |
| 131                | Marco Haller (AUT)     | 76.                |
| 132                | Luis-Joe Lührs (GER)   | 105.               |
| 133                | Emil Herzog (GER)      | 65.                |
| 134                | Ryan Mullen (IRL)      | 62.                |
| 135                | Filip Maciejuk (POL)   | 73.                |
| 136                | Jordi Meeus (BEL)      | 45.                |
| 137                | Danny van Poppel (NED) | 14.                |

| Bahrain Victorious TBV | Bahrain Victorious TBV       | Bahrain Victorious TBV |
| ---------------------- | ---------------------------- | ---------------------- |
| #                      | Cyklist                      | Placering              |
| 141                    | Andrea Pasqualon (ITA)       | DNF                    |
| 142                    | Alberto Bruttomesso (ITA)    | 102.                   |
| 143                    | Fran Miholjević (CRO)        | 128.                   |
| 144                    | Matevž Govekar (SLO)         | 67.                    |
| 145                    | Dušan Rajović (SRB)          | 44.                    |
| 146                    | Fred Wright (GBR) (landsväg) | 22.                    |
| 147                    | Łukasz Wiśniowski (POL)      | 117.                   |

| Team dsm-firmenich PostNL DFP | Team dsm-firmenich PostNL DFP | Team dsm-firmenich PostNL DFP |
| ----------------------------- | ----------------------------- | ----------------------------- |
| #                             | Cyklist                       | Placering                     |
| 151                           | John Degenkolb (GER)          | 20.                           |
| 152                           | Pavel Bittner (CZE)           | 53.                           |
| 153                           | Patrick Eddy (AUS)            | DNF                           |
| 154                           | Nils Eekhoff (NED)            | DNF                           |
| 155                           | Niklas Märkl (GER)            | 126.                          |
| 156                           | Casper van Uden (NED)         | 35.                           |
| 157                           | Bram Welten (NED)             | 133.                          |

| Team Jayco AlUla JAY | Team Jayco AlUla JAY        | Team Jayco AlUla JAY |
| -------------------- | --------------------------- | -------------------- |
| #                    | Cyklist                     | Placering            |
| 161                  | Michael Matthews (AUS)      | 17.                  |
| 162                  | Luke Durbridge (AUS)        | 60.                  |
| 163                  | Amund Grøndahl Jansen (NOR) | 75.                  |
| 164                  | Luka Mezgec (SLO)           | 43.                  |
| 165                  | Kelland O'Brien (AUS)       | 90.                  |
| 166                  | Elmar Reinders (NED)        | DNF                  |
| 167                  | Max Walscheid (GER)         | 87.                  |

| Astana Qazaqstan Team AST | Astana Qazaqstan Team AST | Astana Qazaqstan Team AST |
| ------------------------- | ------------------------- | ------------------------- |
| #                         | Cyklist                   | Placering                 |
| 171                       | Cees Bol (NED)            | 41.                       |
| 172                       | Gleb Brussenskiy (KAZ)    | DNF                       |
| 173                       | Michele Gazzoli (ITA)     | DNF                       |
| 174                       | Yevgeniy Gidich (KAZ)     | 125.                      |
| 175                       | Dmitriy Gruzdev (KAZ)     | DNF                       |
| 176                       | Rüdiger Selig (GER)       | 127.                      |
| 177                       | Gleb Siritsa              | DNF                       |

| Lotto Dstny LTD | Lotto Dstny LTD          | Lotto Dstny LTD |
| --------------- | ------------------------ | --------------- |
| #               | Cyklist                  | Placering       |
| 181             | Jenno Berckmoes (BEL)    | 23.             |
| 182             | Cedric Beullens (BEL)    | DNF             |
| 183             | Victor Campenaerts (BEL) | 34.             |
| 184             | Sébastien Grignard (BEL) | 68.             |
| 185             | Pascal Eenkhoorn (NED)   | 31.             |
| 186             | Alec Segaert (BEL)       | 37.             |
| 187             | Brent Van Moer (BEL)     | DNF             |

| Israel-Premier Tech IPT | Israel-Premier Tech IPT | Israel-Premier Tech IPT |
| ----------------------- | ----------------------- | ----------------------- |
| #                       | Cyklist                 | Placering               |
| 191                     | Jakob Fuglsang (DEN)    | 71.                     |
| 192                     | Krists Neilands (LAT)   | 29.                     |
| 193                     | Guillaume Boivin (CAN)  | 52.                     |
| 194                     | Riley Sheehan (USA)     | 25.                     |
| 195                     | Riley Pickrell (CAN)    | 83.                     |
| 196                     | Corbin Strong (NZL)     | 51.                     |
| 197                     | Ethan Vernon (GBR)      | 46.                     |

| Uno-X Mobility UXM | Uno-X Mobility UXM          | Uno-X Mobility UXM |
| ------------------ | --------------------------- | ------------------ |
| #                  | Cyklist                     | Placering          |
| 201                | Alexander Kristoff (NOR)    | 77.                |
| 202                | Jonas Abrahamsen (NOR)      | 2.                 |
| 203                | Louis Bendixen (DEN)        | 82.                |
| 204                | Tord Gudmestad (NOR)        | DNF                |
| 205                | Erik Nordsæter Resell (NOR) | 79.                |
| 206                | Rasmus Fossum Tiller (NOR)  | 50.                |
| 207                | Rasmus Bøgh Wallin (DEN)    | 91.                |

| Q36.5 Pro Cycling Team Q36 | Q36.5 Pro Cycling Team Q36 | Q36.5 Pro Cycling Team Q36 |
| -------------------------- | -------------------------- | -------------------------- |
| #                          | Cyklist                    | Placering                  |
| 211                        | Jannik Steimle (GER)       | 42.                        |
| 212                        | Tom Devriendt (BEL)        | DNF                        |
| 213                        | Tobias Ludvigsson (SWE)    | 80.                        |
| 214                        | Cyrus Monk (AUS)           | 122.                       |
| 215                        | Szymon Sajnok (POL)        | 115.                       |
| 216                        | Fabio Christen (SUI)       | 78.                        |
| 217                        | Kamil Małecki (POL)        | 64.                        |

| TotalEnergies TEN | TotalEnergies TEN       | TotalEnergies TEN |
| ----------------- | ----------------------- | ----------------- |
| #                 | Cyklist                 | Placering         |
| 221               | Anthony Turgis (FRA)    | DNF               |
| 222               | Lucas Boniface (FRA)    | DNF               |
| 223               | Sandy Dujardin (FRA)    | 21.               |
| 224               | Émilien Jeannière (FRA) | DNF               |
| 225               | Thomas Gachignard (FRA) | 10.               |
| 226               | Lorrenzo Manzin (FRA)   | DNF               |
| 227               | Dries Van Gestel (BEL)  | 24.               |

| Bingoal WB BWB | Bingoal WB BWB            | Bingoal WB BWB |
| -------------- | ------------------------- | -------------- |
| #              | Cyklist                   | Placering      |
| 231            | Luca De Meester (BEL)     | 97.            |
| 232            | Ceriel Desal (BEL)        | 107.           |
| 233            | Aaron Van Der Beken (BEL) | 99.            |
| 234            | Floris De Tier (BEL)      | 108.           |
| 235            | Luca Van Boven (BEL)      | 56.            |
| 236            | Kenneth Van Rooy (BEL)    | 95.            |
| 237            | Jelle Vermoote (BEL)      | 100.           |

| Team Flanders-Baloise TFB | Team Flanders-Baloise TFB | Team Flanders-Baloise TFB |
| ------------------------- | ------------------------- | ------------------------- |
| #                         | Cyklist                   | Placering                 |
| 241                       | Kamiel Bonneu (BEL)       | DNF                       |
| 242                       | Lars Craps (BEL)          | 104.                      |
| 243                       | Jules Hesters (BEL)       | 98.                       |
| 244                       | Siebe Deweirdt (BEL)      | 121.                      |
| 245                       | Yentl Vandevelde (BEL)    | 111.                      |
| 246                       | Dylan Vandenstorme (BEL)  | 101.                      |
| 247                       | Victor Vercouillie (BEL)  | 86.                       |

Förklaringar
DNF = Fullföljde inte, OTL = Utanför tidsgränsen, DNS = Startade inte, DSQ = Diskvalificerad